# Административно-территориальное деление Вологодской области
Вологодская область — субъект Российской Федерации — была образована 23 сентября 1937 года в составе РСФСР постановлением ЦИК СССР «О разделении Северной области на Вологодскую и Архангельскую области». Административно-территориальное деление Вологодской области сохранило преемственность от упразднённой Северной области.

## Административно-территориальное устройство
Согласно Уставу области и Закону «О вопросах административно-территориального устройства Вологодской области», субъект РФ включает следующие административно-территориальные единицы:
- 4 города областного значения (Великий Устюг, Вологда, Сокол, Череповец)
- 26 районов, которые делятся на:
  - города районного значения (Бабаево, Белозерск, Вытегра, Грязовец, Кадников, Кириллов, Красавино, Никольск, Тотьма, Устюжна, Харовск)
  - посёлки городского типа
  - сельсоветы и поссоветы
    - сельские населённые пункты.

Административный центр области — город Вологда.

### Районы и города областного значения
| №         | Название                    | Код ОКАТО | Административный центр   |
| --------- | --------------------------- | --------- | ------------------------ |
| 1e-06     | Районы                      |           |                          |
| 1         | Бабаевский район            | 19 205    | город Бабаево            |
| 2         | Бабушкинский район          | 19 208    | село имени Бабушкина     |
| 3         | Белозерский район           | 19 210    | город Белозерск          |
| 4         | Вашкинский район            | 19 212    | село Липин Бор           |
| 5         | Великоустюгский район       | 19 214    | город Великий Устюг      |
| 6         | Верховажский район          | 19 216    | село Верховажье          |
| 7         | Вожегодский район           | 19 218    | пгт Вожега               |
| 8         | Вологодский район           | 19 220    | город Вологда            |
| 9         | Вытегорский район           | 19 222    | город Вытегра            |
| 10        | Грязовецкий район           | 19 224    | город Грязовец           |
| 11        | Кадуйский район             | 19 226    | пгт Кадуй                |
| 12        | Кирилловский район          | 19 228    | город Кириллов           |
| 13        | Кичменгско-Городецкий район | 19 230    | село Кичменгский Городок |
| 14        | Междуреченский район        | 19 232    | село Шуйское             |
| 15        | Никольский район            | 19 234    | город Никольск           |
| 16        | Нюксенский район            | 19 236    | село Нюксеница           |
| 17        | Сокольский район            | 19 238    | город Сокол              |
| 18        | Сямженский район            | 19 240    | село Сямжа               |
| 19        | Тарногский район            | 19 242    | село Тарногский Городок  |
| 20        | Тотемский район             | 19 246    | город Тотьма             |
| 21        | Усть-Кубинский район        | 19 248    | село Устье               |
| 22        | Устюженский район           | 19 250    | город Устюжна            |
| 23        | Харовский район             | 19 252    | город Харовск            |
| 24        | Чагодощенский район         | 19 254    | пгт Чагода               |
| 25        | Череповецкий район          | 19 256    | город Череповец          |
| 26        | Шекснинский район           | 19 258    | пгт Шексна               |
| 26.000002 | Города областного значения  |           |                          |
| 27        | город Вологда               | 19 401    | город Вологда            |
| 28        | город Череповец             | 19 430    | город Череповец          |
| 29        | город Великий Устюг*        | 19 410    | город Великий Устюг      |
| 30        | город Сокол*                | 19 420    | город Сокол              |

*С 30 мая 2006 года города областного значения Великий Устюг и Сокол входят в Великоустюгский и Сокольский районы соответственно:
- до 30 мая 2006 года определение района звучало так — административно-территориальная единица Вологодской области, которая может объединять в своих границах сельсоветы и города районного значения[4];
- с 30 мая 2006 года снято ограничение на возможность вхождения городов областного значения в район, район — это административно-территориальная единица области, которая объединяет в своих границах городские и сельские населённые пункты, а также земли, входящие в состав территории данной административно-территориальной единицы[5].

## Муниципальное устройство
В рамках организации местного самоуправления, в границах административно-территориальных единиц Вологодской области были сформированы муниципальные образования, которых к 1 июня 2022 года стало 75, в том числе:
- 2 городских округа (Вологда, Череповец),
- 20 муниципальных округов,
- 6 муниципальных районов, в составе которых:
  - 4 городских поселения,
  - 43 сельских поселения.

История муниципального устройства
В Вологодской области понятие муниципального района появилось до муниципальной реформы 2003 года Законом от 9 января 1996 года № 55-ОЗ, города областного значения Вологда и Череповец составили самостоятельные муниципальные образования, а Великий Устюг и Сокол вошли в муниципальные районы.
В 1999 году были приняты законы о населённых пунктах в муниципальных образованиях:
- населённые пункты муниципальных образований со статусом города (Вологда; Череповец) были определены Постановлением Губернатора Вологодской области от 24.09.1999 № 624 «О регистрации населённых пунктов области»[7];
- по остальным 26 муниципальным образованиям, в том числе по Великоустюгскому и Сокольскому муниципальным районам, выходили отдельные постановления с названиями вида «О регистрации населённых пунктов Бабаевского (Бабушкинского, Белозерского…) муниципального района»[8][9].

Указанные постановления утратили актуальность при дальнейшей реформе местного самоуправления как документы, определяющие состав муниципальных образований, однако сохранили актуальность как документы, определяющие административно-территориальное устройство, в частности, на их основе формируется реестр населённых пунктов.
Первоначально к 1 января 2006 года в соответствии с Федеральным законом № 131 «Об общих принципах организации местного самоуправления в Российской Федерации» и соответствующими законами Вологодской области были созданы 372 муниципальных образования, в том числе:
- 2 городских округа (ранее города);
- 26 муниципальных районов, включающих
  - 23 городских поселения
  - 321 сельское поселение.

В результате произведённых преобразований перестали совпадать по территории (принадлежности ряда сельских населённых пунктов) следующие административные и муниципальные районы: Бабушкинский, Грязовецкий, Нюксенский, Сямженский, Тотемский, Харовский.
В последующие годы часть муниципальных образований нижнего уровня (сельские и городские поселения) упразднялась и преобразовывалась.
К 1 января 2021 года муниципальных образований в области стало 207, в том числе:
- 2 городских округа (Вологда, Череповец),
- 26 муниципальных районов, в составе которых:
  - 21 городское поселение,
  - 158 сельских поселений.

В 2022 году 20 муниципальных районов с входящими в их состав городскими и сельскими поселениями были упразднены и преобразованы в муниципальные округа.

### Городские округа, муниципальные  районы и округа
| №        | Название              | Флаг | Герб | Код ОКТМО | Площадь, км² | Население, чел. (2023 г.) | Административный центр   | Население центра, чел. |
| -------- | --------------------- | ---- | ---- | --------- | ------------ | ------------------------- | ------------------------ | ---------------------- |
| 1e-06    | Городские округа      |      |      |           |              |                           |                          |                        |
| 1        | город Вологда         |      |      | 19 701    | 117          | ↘317 822                  | город Вологда            | ↘311 476               |
| 2        | город Череповец       |      |      | 19 730    | 121          | ↘298 160                  | город Череповец          | ↘298 160               |
| 2.000002 | Муниципальные районы  |      |      |           |              |                           |                          |                        |
| 3        | Вытегорский           |      |      | 19 622    | 13100        | ↘22 200                   | город Вытегра            | ↘10 292                |
| 4        | Никольский            |      |      | 19 634    | 7476         | ↘18 845                   | город Никольск           | ↘7607                  |
| 5        | Череповецкий          |      |      | 19 656    | 7640         | ↘39 222                   | город Череповец          | ↘298 160               |
| 6        | Шекснинский           |      |      | 19 658    | 2528         | ↘29 037                   | пгт Шексна               | ↘16 048                |
| 6.000003 | Муниципальные округа  |      |      |           |              |                           |                          |                        |
| 7        | Бабаевский            |      |      | 19 505    | 9200         | ↘19 014                   | город Бабаево            | ↘11 646                |
| 8        | Бабушкинский          |      |      | 19 508    | 7760         | ↘9641                     | село имени Бабушкина     | ↘3842                  |
| 9        | Белозерский           |      |      | 19 510    | 5398         | ↘13 492                   | город Белозерск          | ↘8183                  |
| 10       | Вашкинский            |      |      | 19 612    | 2884         | ↘6148                     | село Липин Бор           | ↘3364                  |
| 11       | Великоустюгский       |      |      | 19 514    | 7720         | ↘49 825                   | город Великий Устюг      | ↘28 266                |
| 12       | Верховажский          |      |      | 19 516    | 4260         | ↘12 561                   | село Верховажье          | ↘4843                  |
| 13       | Вожегодский           |      |      | 19 518    | 5750         | ↘13 814                   | пгт Вожега               | ↘6015                  |
| 14       | Вологодский           |      |      | 19 520    | 4552         | ↘52 745                   | город Вологда            | ↘311 476               |
| 15       | Грязовецкий           |      |      | 19 524    | 5030         | ↘32 078                   | город Грязовец           | ↘14 424                |
| 16       | Кадуйский             |      |      | 19 526    | 3260         | ↘16 512                   | пгт Кадуй                | ↗11 373                |
| 17       | Кирилловский          |      |      | 19 628    | 5400         | ↘14 088                   | город Кириллов           | ↘7069                  |
| 18       | Кичменгско-Городецкий |      |      | 19 530    | 7061         | ↘14 475                   | село Кичменгский Городок | ↘6103                  |
| 19       | Междуреченский        |      |      | 19 532    | 3624         | ↘4918                     | село Шуйское             | ↘2220                  |
| 20       | Нюксенский            |      |      | 19 536    | 5167         | ↘8521                     | село Нюксеница           | ↗4333                  |
| 21       | Сокольский            |      |      | 19 538    | 4165         | ↘45 129                   | город Сокол              | ↘34 298                |
| 22       | Сямженский            |      |      | 19 540    | 3900         | ↘8049                     | село Сямжа               | ↘3967                  |
| 23       | Тарногский            |      |      | 19 542    | 5100         | ↘10 460                   | село Тарногский Городок  | ↘4927                  |
| 24       | Тотемский             |      |      | 19 546    | 8393         | ↘22 064                   | город Тотьма             | ↘8647                  |
| 25       | Усть-Кубинский        |      |      | 19 548    | 2400         | ↘7373                     | село Устье               | ↗4176                  |
| 26       | Устюженский           |      |      | 19 550    | 3600         | ↘15 333                   | город Устюжна            | ↘7653                  |
| 27       | Харовский             |      |      | 19 552    | 3560         | ↘12 976                   | город Харовск            | ↘8361                  |
| 28       | Чагодощенский         |      |      | 19 554    | 2409         | ↘11 110                   | пгт Чагода               | ↘5603                  |

### Городские и сельские поселения
Городские и сельские поселения с 1 июня 2022 года:
| №  | Статус муниципального образования | Муниципальное образование | Административный центр   | Количество населённых пунктов | Муниципальный район |
| -- | --------------------------------- | ------------------------- | ------------------------ | ----------------------------- | ------------------- |
| 1  | сельское                          | Андреевское               | деревня Андреевская      | 118                           | Вашкинский          |
| 2  | сельское                          | Киснемское                | село Троицкое            | 72                            | Вашкинский          |
| 3  | сельское                          | Липиноборское             | село Липин Бор           | 7                             | Вашкинский          |
| 4  | городское                         | город Вытегра             | город Вытегра            | 1                             | Вытегорский         |
| 5  | сельское                          | Алмозерское               | посёлок Волоков Мост     | 19                            | Вытегорский         |
| 6  | сельское                          | Андомское                 | село Андомский Погост    | 75                            | Вытегорский         |
| 7  | сельское                          | Анненское                 | село Анненский Мост      | 13                            | Вытегорский         |
| 8  | сельское                          | Анхимовское               | посёлок Белоусово        | 25                            | Вытегорский         |
| 9  | сельское                          | Девятинское               | село Девятины            | 14                            | Вытегорский         |
| 10 | сельское                          | Кемское                   | посёлок Мирный           | 26                            | Вытегорский         |
| 11 | сельское                          | Оштинское                 | село Мегра               | 33                            | Вытегорский         |
| 12 | городское                         | город Кириллов            | город Кириллов           | 27                            | Кирилловский        |
| 13 | сельское                          | Талицкое                  | село Талицы              | 63                            | Кирилловский        |
| 14 | сельское                          | Алёшинское                | посёлок Шиндалово        | 54                            | Кирилловский        |
| 15 | сельское                          | Липовское                 | село Вогнема             | 28                            | Кирилловский        |
| 16 | сельское                          | Николоторжское            | село Никольский Торжок   | 85                            | Кирилловский        |
| 17 | сельское                          | Ферапонтовское            | село Ферапонтово         | 132                           | Кирилловский        |
| 18 | сельское                          | Чарозерское               | село Чарозеро            | 86                            | Кирилловский        |
| 19 | городское                         | город Никольск            | город Никольск           | 1                             | Никольский          |
| 20 | сельское                          | Аргуновское               | деревня Аргуново         | 19                            | Никольский          |
| 21 | сельское                          | Завражское                | деревня Завражье         | 14                            | Никольский          |
| 22 | сельское                          | Зеленцовское              | деревня Зеленцово        | 25                            | Никольский          |
| 23 | сельское                          | Кемское                   | посёлок Борок            | 23                            | Никольский          |
| 24 | сельское                          | Краснополянское           | город Никольск           | 62                            | Никольский          |
| 25 | сельское                          | Никольское                | город Никольск           | 74                            | Никольский          |
| 26 | сельское                          | Ирдоматское               | деревня Ирдоматка        | 8                             | Череповецкий        |
| 27 | сельское                          | Климовское                | деревня Климовское       | 7                             | Череповецкий        |
| 28 | сельское                          | Малечкинское              | посёлок Малечкино        | 11                            | Череповецкий        |
| 29 | сельское                          | Мяксинское                | село Мякса               | 69                            | Череповецкий        |
| 30 | сельское                          | Нелазское                 | деревня Шулма            | 16                            | Череповецкий        |
| 31 | сельское                          | Судское                   | посёлок Суда             | 12                            | Череповецкий        |
| 32 | сельское                          | Тоншаловское              | посёлок Тоншалово        | 12                            | Череповецкий        |
| 33 | сельское                          | Уломское                  | деревня Коротово         | 82                            | Череповецкий        |
| 34 | сельское                          | Югское                    | деревня Новое Домозерово | 124                           | Череповецкий        |
| 35 | сельское                          | Ягановское                | село Яганово             | 35                            | Череповецкий        |
| 36 | сельское                          | Яргомжское                | деревня Ботово           | 11                            | Череповецкий        |
| 37 | городское                         | посёлок Шексна            | рабочий посёлок Шексна   | 1                             | Шекснинский         |
| 38 | сельское                          | Чёбсарское                | посёлок Чёбсара          | 12                            | Шекснинский         |
| 39 | сельское                          | Ершовское                 | деревня Ершово           | 48                            | Шекснинский         |
| 40 | сельское                          | Железнодорожное           | деревня Пача             | 29                            | Шекснинский         |
| 41 | сельское                          | Никольское                | деревня Прогресс         | 39                            | Шекснинский         |
| 42 | сельское                          | Нифантовское              | деревня Нифантово        | 9                             | Шекснинский         |
| 43 | сельское                          | Сиземское                 | село Чаромское           | 91                            | Шекснинский         |
| 44 | сельское                          | Угольское                 | деревня Покровское       | 106                           | Шекснинский         |
| 45 | сельское                          | Чуровское                 | село Чуровское           | 40                            | Шекснинский         |

## Сельские и городские поселения и соответствующие им сельсоветы, города и рабочие посёлки
Ниже представлен список сельских и городских поселений, распределённых по 26 муниципальным районам области по состоянию на начало 2022 года (включая 20 бывших), в скобках соответствующие административно-территориальные единицы (для сельских поселений — сельсоветы, для городских поселений — города областного или районного значения и посёлки городского типа или поссоветы).
Курсивом выделены сельсоветы, разделённые на уровне организации местного самоуправления.

### Существующие

#### Вашкинский муниципальный район
Административный центр — село Липин Бор.
Сельские поселения:
1. Андреевское (Андреевский, Васильевский, Ивановский, Островский, Роксомский сельсоветы)
2. Киснемское (Киснемский, Коневский, Пиксимовский, Покровский, Пореченский сельсоветы)
3. Липиноборское (Липино-Борский, Ухтомский сельсоветы)

В Законе установлении границ Вашкинского муниципального района Липино-Борский сельсовет значится как Липиноборский.

#### Вытегорский муниципальный район
Административный центр — город Вытегра.
Городское поселение:
1. город Вытегра (г.р.з. Вытегра)

Сельские поселения:
1. Алмозерское (Алмозерский, Семёновский сельсоветы)
2. Андомское (Андомский, Макачевский, Саминский, Тудозерский сельсоветы)
3. Анненское (Анненский сельсовет)
4. Анхимовское (Анхимовский сельсовет)
5. Девятинское (Девятинский, Янишевский сельсоветы)
6. Кемское (Кемский сельсовет)
7. Оштинское (Казаковский, Коштугский, Мегорский и Оштинский сельсоветы)

#### Кирилловский муниципальный район
Административный центр — город Кириллов.
Городское поселение:
1. город Кириллов (г.р.з. Кириллов; Горицкий, Суховерховский сельсоветы)

Сельские поселения:
1. Алёшинское (Алёшинский, Ивановоборский, Мигачевский сельсоветы)
2. Липовское (Липовский сельсовет)
3. Николоторжское (Волокославинский, Николо-Торжский сельсоветы)
4. Талицкое (Колкачский, Талицкий сельсоветы)
5. Ферапонтовское (Коварзинский, Суховерховский, Ферапонтовский сельсоветы)
6. Чарозерское (Коротецкий, Печенгский, Чарозерский сельсоветы)

#### Никольский муниципальный район
Административный центр — город Никольск.
Городское поселение:
1. город Никольск (г.р.з. Никольск)

Сельские поселения:
1. Аргуновское (Аргуновский сельсовет)
2. Завражское (Завражский сельсовет)
3. Зеленцовское (Зеленцовский, Милофановский сельсоветы)
4. Кемское (Верхнекемский, Нижнекемский сельсоветы)
5. Краснополянское (Краснополянский, Нигинский, Осиновский, Полежаевский, Пермасский, Переселенческий сельсоветы)
6. Никольское (Байдаровский, Вахневский, Кумбисерский, Лобовский, Нигинский, Теребаевский сельсоветы)

#### Череповецкий муниципальный район
Административный центр — город Череповец.
Сельские поселения:
1. Абакановское (Абакановский, Дмитриевский сельсоветы)
2. Воскресенское (Аннинский, Воскресенский, Дмитриевский, Ивановский сельсоветы)
3. Ирдоматское (Ирдоматский сельсовет)
4. Климовское (Климовский сельсовет)
5. Малечкинское (Малечкинский сельсовет)
6. Мяксинское (Ильинский, Мяксинский, Щетинский сельсоветы)
7. Нелазское (Абакановский, Нелазский сельсоветы)
8. Судское (Судский сельсовет)
9. Тоншаловское (Тоншаловский сельсовет/поссовет[20])
10. Уломское (Большедворский, Коротовский, Николо-Раменский, Ягницкий сельсоветы)
11. Югское (Батранский, Домозеровский, Ирдоматский, Мусорский, Сурковский, Телепшинский, Шалимовский сельсоветы)
12. Ягановское (Ягановский сельсовет)
13. Яргомжское (Яргомжский сельсовет)

В Законе об установлении границ Череповецкого муниципального района Тоншаловский сельсовет обозначен как Тоншаловский поссовет.

#### Шекснинский муниципальный район
Административный центр — рабочий посёлок Шексна.
Городское поселение:
1. посёлок Шексна (рабочий посёлок Шексна)

Сельские поселения:
1. Ершовское (Ершовский, Камешниковский, Раменский сельсоветы)
2. Железнодорожное (Железнодорожный сельсовет)
3. Никольское (Никольский, Юроченский сельсоветы)
4. Нифантовское (Нифантовский сельсовет)
5. Сиземское (Еремеевский, Сиземский, Чаромский сельсоветы)
6. Угольское (Домшинский, Любомировский, Фоминский, Угольский сельсоветы)
7. Чёбсарское (Чёбсарский сельсовет)
8. Чуровское (Чуровский сельсовет)

### Упразднённые
Все ниже перечисленные городские и сельские поселения (и муниципальные районы в целом) были в 2022 году упразднены и объединены в муниципальные округа соответствующими законами.

#### Бабаевский муниципальный район
Административный центр — город Бабаево.
Городское поселение:
1. город Бабаево (г.р.з. Бабаево; Володинский сельсовет)

Сельские поселения:
1. Бабаевское (Володинский, Дубровский, Сиучский сельсоветы)
2. Борисовское (Афанасовский, Борисовский, Верхний, Новолукинский, Новостаринский, Плосковский, Пожарский, Центральный сельсоветы)
3. Вепсское национальное (Комоневский, Куйский национальный вепсский, Тимошинский сельсоветы)
4. Пяжозерское (Пяжозерский сельсовет)
5. Санинское (Волковский, Санинский сельсоветы)
6. Тороповское (Тороповский сельсовет)

На момент упразднения Бабаевского муниципального района сельские населённые пункты Володинского сельсовета, входившие в городское поселение город Бабаево, были включены в черту города, то есть сельсовет по факту уже не был разделён, но соответствующее изменение в текст Закона об установлении границ Бабаевского муниципального района не вносилось.

#### Бабушкинский муниципальный район
Административный центр — село имени Бабушкина.
В состав Бабушкинского муниципального района входили населённые пункты соответствующего административного (все сельские), а также Ида и Илезка, на уровне административно-территориального устройства относившиеся, соответственно, к Грязовецкому и Нюксенскому районам.
Сельские поселения:
1. Бабушкинское (Бабушкинский, Демьяновский, Косиковский, Леденьгский сельсоветы)
2. Березниковское (Березниковский сельсовет)
3. Подболотное (Великодворский, Кулибаровский, Миньковский, Фетининский, Юркинский сельсоветы; Идский сельсовет Грязовецкого района)
4. Рослятинское (Логдузский, Подболотный сельсоветы)
5. Миньковское (Жубрининский, Рослятинский сельсоветы; Игмасский сельсовет Нюксенского района)
6. Тимановское (Тимановский сельсовет)

#### Белозерский муниципальный район
Административный центр — город Белозерск.
Городское поселение:
1. город Белозерск (г.р.з. Белозерск; Глушковский, Куностьский сельсоветы)

Сельские поселения:
1. Антушевское (Антушевский, Бечевинский, Гулинский, Кукшевский сельсоветы)
2. Артюшинское (Артюшинский, Визьменский, Георгиевский, Енинский, Панинский сельсоветы)
3. Глушковское (Глушковский сельсовет)
4. Куностьское (Куностьский сельсовет)
5. Шольское (Городищенский, Шольский сельсоветы)

#### Великоустюгский муниципальный район
Административный центр — город Великий Устюг (областного значения).
Особенностью административно-территориального устройства соответствующего административного района является вхождение в район города областного значения Великого Устюга.
Городские поселения:
1. город Великий Устюг (г.о.з. Великий Устюг, Юдинский сельсовет)
2. Красавино (г.р.з. Красавино в подчинении администрации г. Великого Устюга, Красавинский сельсовет)
3. Кузино (рабочий посёлок Кузино в подчинении администрации г. Великого Устюга)

Сельские поселения:
1. Верхневарженское (Верхневарженский сельсовет)
2. Заречное (Викторовский, Парфёновский, Покровский, Сусоловский, Шемогодский сельсоветы)
3. Красавинское (Красавинский сельсовет)
4. Ломоватское (Ломоватский сельсовет)
5. Марденгское (Марденгский, Нижнеерогодский сельсоветы)
6. Опокское (Опокский, Стреленский сельсоветы)
7. Орловское (Орловский сельсовет)
8. Самотовинское (Самотовинский сельсовет)
9. Теплогорское (Теплогорский сельсовет)
10. Трегубовское ( Нижнешарденгский, Трегубовский сельсоветы)
11. Усть-Алексеевское (Верхнешарденгский, Усть-Алексеевский сельсоветы)
12. Юдинское (Юдинский сельсовет)

#### Верховажский муниципальный район
Административный центр — село Верховажье.
Сельские поселения:
1. Верховажское (Верховажский сельсовет)
2. Верховское (Верховский, Олюшинский сельсоветы)
3. Коленгское (Коленгский, Сибирский сельсоветы)
4. Липецкое (Липецкий сельсовет)
5. Морозовское (Морозовский сельсовет)
6. Нижне-Важское (Климушминский, Наумовский, Терменгский сельсоветы)
7. Нижнекулойское (Нижнекулойский сельсовет)
8. Чушевицкое (Верхнетерменгский, Чушевицкий сельсоветы)
9. Шелотское (Шелотский сельсовет)

#### Вожегодский муниципальный район
Административный центр — рабочий посёлок Вожега.
Городское поселение:
1. Вожегодское (рабочий посёлок Вожега, Вожегодский сельсовет)

Сельские поселения:
1. Бекетовское (Бекетовский, Липино-Каликинский, Пунемский сельсоветы)
2. Кадниковское (Кадниковский сельсовет)
3. Мишутинское (Мишутинский сельсовет)
4. Нижнеслободское (Нижнеслободский сельсовет)
5. Тигинское (Огибаловский, Тавенгский, Тигинский сельсоветы)
6. Ючкинское (Митюковский, Ючкинский сельсоветы)
7. Явенгское (Марьинский, Раменский, Явенгский сельсоветы)

#### Вологодский муниципальный район
Административный центр — город Вологда.
Сельские поселения:
1. Кубенское (Борисовский, Вепревский, Высоковский, Кубенский, Несвойский сельсоветы)
2. Майское (Гончаровский, Октябрьский, Рабоче-Крестьянский сельсоветы)
3. Новленское (Березниковский, Вотчинский, Нефёдовский, Новленский сельсоветы)
4. Подлесное (Марковский, Подлесный сельсоветы)
5. Прилукское (Прилукский сельсовет)
6. Семёнковское (Семёнковский сельсовет)
7. Сосновское (Лесковский, Рабоче-Крестьянский, Сосновский сельсоветы)
8. Спасское (Рабоче-Крестьянский, Спасский сельсоветы)
9. Старосельское (Кипеловский, Пудегский, Старосельский сельсоветы)
10. Федотовское (Федотовский сельсовет)

В Законах об установлении границ муниципального района и, с 2022 года, муниципального округа указано вхождение в район / округ Октябрьского сельсовета, за исключением территории села Молочное, что противоречит официальному отнесению села в подчинение администрации Вологды.

#### Грязовецкий муниципальный район
Административный центр — город Грязовец.
К муниципальному району не относились 3 посёлка Идского сельсовета административного района: Ида (входил в сельское поселение Миньковское Бабушкинского муниципального района), а также Карица и Гремячий (входили в сельское поселение Толшменское Тотемского муниципального района).
Городские поселения:
1. Вохтожское (рабочий посёлок Вохтога; Вохтогский, Каменский сельсоветы)
2. Грязовецкое (г.р.з. Грязовец; Перцевский, Ростиловский сельсоветы)

Сельские поселения:
1. Комьянское (Ведерковский, Комьянский сельсоветы)
2. Перцевское (Жерноковский, Перцевский, Фроловский сельсоветы)
3. Ростиловское (Плосковский, Ростиловский сельсоветы)
4. Сидоровское (Анохинский, Лежский, Сидоровский сельсоветы)
5. Юровское (Минькинский, Покровский, Юровский сельсоветы)

В Законе об установлении границ муниципального района рабочий посёлок Вохтога не был упомянут.

#### Кадуйский муниципальный район
Административный центр — рабочий посёлок Кадуй.
Городские поселения:
1. посёлок Кадуй (рабочий посёлок Кадуй, Чупринский сельсовет)
2. посёлок Хохлово (рабочий посёлок Хохлово, железнодорожная станция Комариха — Хохловский поссовет)

Сельские поселения:
1. Никольское (Андроновский, Бойловский, Великосельский, Никольский сельсоветы)
2. Семизерье (Барановский, Мазский, Чупринский сельсоветы)

Хохловский поссовет был упомянут в Постановлении Губернатора от 29 декабря 1999 года № 888 «О регистрации населённых пунктов Кадуйского муниципального района».

#### Кичменгско-Городецкий муниципальный район
Административный центр — село Кичменгский Городок.
Сельские поселения:
1. Городецкое (Городецкий, Емельяновский, Захаровский, Кичменгский, Сараевский, Трофимовский, Шонгский сельсоветы)
2. Енангское (Верхнеентальский, Нижнеенангский, Нижнеентальский сельсоветы)
3. Кичменгское (Еловинский, Кичменгский, Куриловский, Плосковский, Погосский, Пыжугский, Шестаковский, Шонгский, Югский сельсоветы)

#### Междуреченский муниципальный район
Административный центр — село Шуйское.
Сельские поселения:
1. Ботановское (Ботановский, Хожаевский сельсоветы)
2. Старосельское (Ноземский, Старосельский сельсоветы)
3. Сухонское (Враговский, Сухонский, Шейбухтовский сельсоветы)
4. Туровецкое (Туровецкий сельсовет)

#### Нюксенский муниципальный район
Административный центр — село Нюксеница.
К муниципальному району не относился посёлок Илезка Игмасского сельсовета административного района (входил в Рослятинское сельское поселение Бабушкинского муниципального района).
Сельские поселения:
1. Востровское (Востровский сельсовет)
2. Городищенское (Брусенский, Брусноволовский, Городищенский, Космаревский сельсоветы)
3. Игмасское (Игмасский сельсовет)
4. Нюксенское (Берёзовский, Бобровский, Дмитриевский сельсовет, Нюксенский, Уфтюгский сельсоветы)

#### Сокольский муниципальный район
Административный центр — город Сокол.
Особенностью административно-территориального устройства соответствующего административного района является вхождение в район города областного значения Сокола.
Городские поселения:
1. город Кадников (г.р.з. Кадников; Замошский, Кадниковский сельсоветы)
2. город Сокол (г.о.з. Сокол)

Сельские поселения:
1. Архангельское (Архангельский, Кокошиловский, Нестеровский сельсоветы)
2. Биряковское (Биряковский сельсовет)
3. Воробьёвское (Воробьёвский сельсовет)
4. Двиницкое (Двиницкий сельсовет)
5. Пельшемское (Пельшемский сельсовет)
6. Пригородное (Боровецкий, Пригородный сельсоветы)
7. Чучковское (Чучковский сельсовет)

#### Сямженский муниципальный район
Административный центр — село Сямжа.
В состав Сямженского муниципального района входили населённые пункты соответствующего административного района (все сельские), а также посёлки 47 км, Дружба, Согорки, на уровне административно-территориального устройства относившиеся к Харовскому району.
Сельские поселения:
1. Двиницкое (Двиницкий сельсовет)
2. Ногинское (Голузинский, Житьёвский, Коробицинский, Ногинский, Режский, Устьрецкий, Филинский сельсоветы; Семигородний сельсовет Харовского района)
3. Раменское (Раменский сельсовет)
4. Сямженское (Сямженский сельсовет)

#### Тарногский муниципальный район
Административный центр — село Тарногский Городок.
Сельские поселения:
1. Верховское (Верховский сельсовет)
2. Заборское (Заборский, Лохотский сельсоветы)
3. Илезское (Илезский сельсовет)
4. Маркушевское (Маркушевский, Раменский сельсоветы)
5. Спасское (Верхнеспасский, Нижнеспасский сельсоветы)
6. Тарногское (Верхнекокшеньгский, Озерецкий, Тарногский, Шебеньгский, Шевденицкий сельсоветы)

В текстах законов об установлении границ муниципального района, и с 2022 года, муниципального округа вместо Тарногского сельсовета упомянуто село Тарногский Городок как отдельная административно-территориальная единица.

#### Тотемский муниципальный район
Административный центр — город Тотьма.
Городское поселение:
1. город Тотьма (г.р.з. Тотьма)

Сельские поселения:
1. Великодворское (Великодворский, Усть-Печенгский сельсоветы)
2. Калининское (Вожбальский, Калининский, Усть-Печенгский сельсоветы)
3. Мосеевское (Заозерский, Мосеевский, Середской сельсоветы)
4. Погореловское (Маныловский, Погореловский сельсоветы)
5. Пятовское (Матвеевский, Медведевский, Нижнепеченгский, Пятовский сельсоветы)
6. Толшменское (Верхнетолшменский, Никольский, Маныловский сельсоветы; Идский сельсовет Грязовецкого района)

В законах об установлении границ муниципального района и, с 2022 года, муниципального округа Нижнепеченгский и Усть-Печенгский сельсоветы упомянуты, соответственно, как Нижнепеченьгский и Усть-Печеньгский.

#### Усть-Кубинский муниципальный район
Административный центр — село Устье.
Сельские поселения:
1. Богородское (Авксентьевский, Богородский, Верхнераменский сельсоветы)
2. Высоковское (Митенский, Устьянский, Филисовский сельсоветы)
3. Троицкое (Троицкий сельсовет)
4. Устьянское (Заднесельский, Никольский, Томашский, Устьянский сельсоветы)

В законах об установлении границ муниципального района и, с 2022 года, муниципального округа село Устье упоминается в отдельности от Устьянского сельсовета.

#### Устюженский муниципальный район
Административный центр — город Устюжна.
Городское поселение:
1. город Устюжна (г.р.з. Устюжна)

Сельские поселения:
1. Желябовское (пос. им. Желябова — Желябовский поссовет[35]; Лентьевский, Моденский, Сошневский сельсоветы)
2. Залесское (Залесский, Хрипелевский сельсоветы)
3. Лентьевское (Лентьевский, Мерёжский, Моденский сельсоветы)
4. Мезженское (Мезженский сельсовет)
5. Никифоровское (Никифоровский, Подольский сельсоветы)
6. Никольское (Дубровский, Никольский сельсоветы)
7. Устюженское (Перский, Устюженский сельсоветы)

В текстах законов об утверждении границ муниципального района и, с 2022 года, муниципального округа упомянуты посёлок имени Желябова (как отдельная административно-территориальная единица, вместо Желябовского поссовета) и часть земель комплексного ландшафтного государственного природного заказника «Ванская Лука» площадью 594 га (относится к Моденскому сельсовету).

#### Харовский муниципальный район
Административный центр — город Харовск.
К муниципальному району не относились посёлки Семигороднего сельсовета административного района Дружба, Согорки и 47 км (входили в Ногинское сельское поселение Сямженского муниципального района).
Городское поселение:
1. город Харовск (г.р.з. Харовск)

Сельские поселения:
1. Ильинское (Ильинский, Слободской сельсоветы)
2. Кубенское (Кубинский, Разинский, Шевницкий сельсоветы)
3. Семигороднее (Семигородний сельсовет)
4. Харовское (Михайловский, Харовский сельсоветы)
5. Шапшинское (Азлецкий, Кумзерский, Шапшинский сельсоветы)

#### Чагодощенский муниципальный район
Административный центр — рабочий посёлок Чагода.
Городские поселения:
1. посёлок Сазоново (рабочий посёлок посёлок Сазоново)
2. посёлок Чагода (рабочий посёлок Чагода)

Сельские поселения:
1. Белокрестское (Белокрестский, Борисовский, Избоищский, Лукинский, Мегринский, Покровский сельсоветы)
2. Первомайское (Первомайский сельсовет)

### Общий список городских и сельских поселений (на 2021 год)
Ниже представлен список 21 городского и 158 сельских поселений по состоянию на 1 января 2021 года, распределённых по муниципальным районам:
| №   | Статус муниципального образования | Муниципальное образование | Административный центр   | Количество населённых пунктов | Муниципальный район   |
| --- | --------------------------------- | ------------------------- | ------------------------ | ----------------------------- | --------------------- |
| 1   | городское                         | город Бабаево             | город Бабаево            | 5                             | Бабаевский            |
| 2   | сельское                          | Бабаевское                | город Бабаево            | 25                            | Бабаевский            |
| 3   | сельское                          | Борисовское               | село Борисово-Судское    | 124                           | Бабаевский            |
| 4   | сельское                          | Вепсское национальное     | деревня Тимошино         | 39                            | Бабаевский            |
| 5   | сельское                          | Пяжозерское               | посёлок Пяжелка          | 12                            | Бабаевский            |
| 6   | сельское                          | Санинское                 | деревня Санинская        | 38                            | Бабаевский            |
| 7   | сельское                          | Тороповское               | деревня Торопово         | 32                            | Бабаевский            |
| 8   | сельское                          | Бабушкинское              | село имени Бабушкина     | 19                            | Бабушкинский          |
| 9   | сельское                          | Березниковское            | село Воскресенское       | 14                            | Бабушкинский          |
| 10  | сельское                          | Миньковское               | село Миньково            | 27                            | Бабушкинский          |
| 11  | сельское                          | Подболотное               | деревня Кокшарка         | 27                            | Бабушкинский          |
| 12  | сельское                          | Рослятинское              | село Рослятино           | 27                            | Бабушкинский          |
| 13  | сельское                          | Тимановское               | деревня Тиманова Гора    | 14                            | Бабушкинский          |
| 14  | городское                         | город Белозерск           | город Белозерск          | 7                             | Белозерский           |
| 15  | сельское                          | Антушевское               | село Антушево            | 109                           | Белозерский           |
| 16  | сельское                          | Артюшинское               | деревня Артюшино         | 86                            | Белозерский           |
| 17  | сельское                          | Глушковское               | деревня Глушково         | 34                            | Белозерский           |
| 18  | сельское                          | Куностьское               | село Нижняя Мондома      | 4                             | Белозерский           |
| 19  | сельское                          | Шольское                  | село Зубово              | 37                            | Белозерский           |
| 20  | сельское                          | Андреевское               | деревня Андреевская      | 118                           | Вашкинский            |
| 21  | сельское                          | Киснемское                | село Троицкое            | 72                            | Вашкинский            |
| 22  | сельское                          | Липиноборское             | село Липин Бор           | 7                             | Вашкинский            |
| 23  | городское                         | город Великий Устюг       | город Великий Устюг      | 2                             | Великоустюгский       |
| 24  | городское                         | Красавино                 | город Красавино          | 7                             | Великоустюгский       |
| 25  | городское                         | Кузино                    | рабочий посёлок Кузино   | 1                             | Великоустюгский       |
| 26  | сельское                          | Верхневарженское          | деревня Мякинницыно      | 14                            | Великоустюгский       |
| 27  | сельское                          | Заречное                  | деревня Аристово         | 98                            | Великоустюгский       |
| 28  | сельское                          | Красавинское              | село Васильевское        | 12                            | Великоустюгский       |
| 29  | сельское                          | Ломоватское               | посёлок Ломоватка        | 4                             | Великоустюгский       |
| 30  | сельское                          | Марденгское               | деревня Благовещенье     | 53                            | Великоустюгский       |
| 31  | сельское                          | Опокское                  | посёлок Полдарса         | 22                            | Великоустюгский       |
| 32  | сельское                          | Орловское                 | деревня Чернево          | 24                            | Великоустюгский       |
| 33  | сельское                          | Самотовинское             | посёлок Новатор          | 24                            | Великоустюгский       |
| 34  | сельское                          | Сусоловское               | посёлок Сусоловка        | 3                             | Великоустюгский       |
| 35  | сельское                          | Теплогорское              | деревня Теплогорье       | 17                            | Великоустюгский       |
| 36  | сельское                          | Трегубовское              | деревня Морозовица       | 38                            | Великоустюгский       |
| 37  | сельское                          | Усть-Алексеевское         | село Усть-Алексеево      | 47                            | Великоустюгский       |
| 38  | сельское                          | Юдинское                  | деревня Юдино            | 46                            | Великоустюгский       |
| 39  | сельское                          | Верховажское              | село Верховажье          | 5                             | Верховажский          |
| 40  | сельское                          | Верховское                | деревня Сметанино        | 23                            | Верховажский          |
| 41  | сельское                          | Коленгское                | деревня Ногинская        | 30                            | Верховажский          |
| 42  | сельское                          | Липецкое                  | деревня Леушинская       | 12                            | Верховажский          |
| 43  | сельское                          | Морозовское               | село Морозово            | 19                            | Верховажский          |
| 44  | сельское                          | Нижне-Важское             | деревня Наумиха          | 61                            | Верховажский          |
| 45  | сельское                          | Нижнекулойское            | деревня Урусовская       | 16                            | Верховажский          |
| 46  | сельское                          | Чушевицкое                | село Чушевицы            | 41                            | Верховажский          |
| 47  | сельское                          | Шелотское                 | село Шелота              | 23                            | Верховажский          |
| 48  | городское                         | Вожегодское               | рабочий посёлок Вожега   | 49                            | Вожегодский           |
| 49  | сельское                          | Бекетовское               | деревня Бекетовская      | 65                            | Вожегодский           |
| 50  | сельское                          | Кадниковское              | посёлок Кадниковский     | 3                             | Вожегодский           |
| 51  | сельское                          | Мишутинское               | деревня Мишутинская      | 24                            | Вожегодский           |
| 52  | сельское                          | Нижнеслободское           | деревня Деревенька       | 30                            | Вожегодский           |
| 53  | сельское                          | Тигинское                 | деревня Гридино          | 42                            | Вожегодский           |
| 54  | сельское                          | Ючкинское                 | посёлок Ючка             | 17                            | Вожегодский           |
| 55  | сельское                          | Явенгское                 | посёлок База             | 79                            | Вожегодский           |
| 56  | сельское                          | Кубенское                 | село Кубенское           | 208                           | Вологодский           |
| 57  | сельское                          | Майское                   | посёлок Майский          | 82                            | Вологодский           |
| 58  | сельское                          | Новленское                | село Новленское          | 181                           | Вологодский           |
| 59  | сельское                          | Подлесное                 | посёлок Огарково         | 90                            | Вологодский           |
| 60  | сельское                          | Прилукское                | посёлок Дорожный         | 17                            | Вологодский           |
| 61  | сельское                          | Семёнковское              | посёлок Семёнково        | 42                            | Вологодский           |
| 62  | сельское                          | Сосновское                | посёлок Сосновка         | 76                            | Вологодский           |
| 63  | сельское                          | Спасское                  | посёлок Непотягово       | 86                            | Вологодский           |
| 64  | сельское                          | Старосельское             | деревня Стризнево        | 122                           | Вологодский           |
| 65  | сельское                          | Федотовское               | посёлок Федотово         | 1                             | Вологодский           |
| 66  | городское                         | город Вытегра             | город Вытегра            | 1                             | Вытегорский           |
| 67  | сельское                          | Алмозерское               | посёлок Волоков Мост     | 19                            | Вытегорский           |
| 68  | сельское                          | Андомское                 | село Андомский Погост    | 75                            | Вытегорский           |
| 69  | сельское                          | Анненское                 | село Анненский Мост      | 13                            | Вытегорский           |
| 70  | сельское                          | Анхимовское               | посёлок Белоусово        | 25                            | Вытегорский           |
| 71  | сельское                          | Девятинское               | село Девятины            | 14                            | Вытегорский           |
| 72  | сельское                          | Кемское                   | посёлок Мирный           | 26                            | Вытегорский           |
| 73  | сельское                          | Оштинское                 | село Мегра               | 33                            | Вытегорский           |
| 74  | городское                         | Вохтожское                | рабочий посёлок Вохтога  | 48                            | Грязовецкий           |
| 75  | городское                         | Грязовецкое               | город Грязовец           | 3                             | Грязовецкий           |
| 76  | сельское                          | Комьянское                | деревня Хорошево         | 86                            | Грязовецкий           |
| 77  | сельское                          | Перцевское                | деревня Слобода          | 93                            | Грязовецкий           |
| 78  | сельское                          | Ростиловское              | деревня Ростилово        | 91                            | Грязовецкий           |
| 79  | сельское                          | Сидоровское               | село Сидорово            | 81                            | Грязовецкий           |
| 80  | сельское                          | Юровское                  | деревня Юрово            | 89                            | Грязовецкий           |
| 81  | городское                         | посёлок Кадуй             | рабочий посёлок Кадуй    | 4                             | Кадуйский             |
| 82  | городское                         | посёлок Хохлово           | рабочий посёлок Хохлово  | 2                             | Кадуйский             |
| 83  | сельское                          | Никольское                | село Никольское          | 113                           | Кадуйский             |
| 84  | сельское                          | Семизерье                 | деревня Малая Рукавицкая | 83                            | Кадуйский             |
| 85  | городское                         | город Кириллов            | город Кириллов           | 27                            | Кирилловский          |
| 86  | сельское                          | Талицкое                  | село Талицы              | 63                            | Кирилловский          |
| 87  | сельское                          | Алёшинское                | посёлок Шиндалово        | 54                            | Кирилловский          |
| 88  | сельское                          | Липовское                 | село Вогнема             | 28                            | Кирилловский          |
| 89  | сельское                          | Николоторжское            | село Никольский Торжок   | 85                            | Кирилловский          |
| 90  | сельское                          | Ферапонтовское            | село Ферапонтово         | 132                           | Кирилловский          |
| 91  | сельское                          | Чарозерское               | село Чарозеро            | 86                            | Кирилловский          |
| 92  | сельское                          | Городецкое                | село Кичменгский Городок | 100                           | Кичменгско-Городецкий |
| 93  | сельское                          | Енангское                 | село Нижний Енангск      | 113                           | Кичменгско-Городецкий |
| 94  | сельское                          | Кичменгское               | село Кичменгский Городок | 128                           | Кичменгско-Городецкий |
| 95  | сельское                          | Ботановское               | деревня Игумницево       | 40                            | Междуреченский        |
| 96  | сельское                          | Старосельское             | село Старое              | 31                            | Междуреченский        |
| 97  | сельское                          | Сухонское                 | село Шуйское             | 68                            | Междуреченский        |
| 98  | сельское                          | Туровецкое                | посёлок Туровец          | 10                            | Междуреченский        |
| 99  | городское                         | город Никольск            | город Никольск           | 1                             | Никольский            |
| 100 | сельское                          | Аргуновское               | деревня Аргуново         | 19                            | Никольский            |
| 101 | сельское                          | Завражское                | деревня Завражье         | 14                            | Никольский            |
| 102 | сельское                          | Зеленцовское              | деревня Зеленцово        | 25                            | Никольский            |
| 103 | сельское                          | Кемское                   | посёлок Борок            | 23                            | Никольский            |
| 104 | сельское                          | Краснополянское           | город Никольск           | 62                            | Никольский            |
| 105 | сельское                          | Никольское                | город Никольск           | 74                            | Никольский            |
| 106 | сельское                          | Востровское               | деревня Вострое          | 9                             | Нюксенский            |
| 107 | сельское                          | Городищенское             | село Городищна           | 65                            | Нюксенский            |
| 108 | сельское                          | Игмасское                 | посёлок Игмас            | 5                             | Нюксенский            |
| 109 | сельское                          | Нюксенское                | село Нюксеница           | 49                            | Нюксенский            |
| 110 | городское                         | город Сокол               | город Сокол              | 1                             | Сокольский            |
| 111 | городское                         | город Кадников            | город Кадников           | 39                            | Сокольский            |
| 112 | сельское                          | Архангельское             | село Архангельское       | 98                            | Сокольский            |
| 113 | сельское                          | Биряковское               | село Биряково            | 33                            | Сокольский            |
| 114 | сельское                          | Воробьёвское              | деревня Воробьёво        | 46                            | Сокольский            |
| 115 | сельское                          | Двиницкое                 | деревня Чекшино          | 28                            | Сокольский            |
| 116 | сельское                          | Пельшемское               | деревня Марковское       | 25                            | Сокольский            |
| 117 | сельское                          | Пригородное               | деревня Литега           | 67                            | Сокольский            |
| 118 | сельское                          | Чучковское                | деревня Чучково          | 59                            | Сокольский            |
| 119 | сельское                          | Двиницкое                 | деревня Самсоновская     | 19                            | Сямженский            |
| 120 | сельское                          | Ногинское                 | деревня Ногинская        | 125                           | Сямженский            |
| 121 | сельское                          | Раменское                 | деревня Раменье          | 17                            | Сямженский            |
| 122 | сельское                          | Сямженское                | село Сямжа               | 1                             | Сямженский            |
| 123 | сельское                          | Верховское                | село Верховский Погост   | 50                            | Тарногский            |
| 124 | сельское                          | Заборское                 | село Красное             | 43                            | Тарногский            |
| 125 | сельское                          | Илезское                  | село Илезский Погост     | 19                            | Тарногский            |
| 126 | сельское                          | Маркушевское              | деревня Заречье          | 19                            | Тарногский            |
| 127 | сельское                          | Спасское                  | деревня Никифоровская    | 45                            | Тарногский            |
| 128 | сельское                          | Тарногское                | село Тарногский Городок  | 90                            | Тарногский            |
| 129 | городское                         | город Тотьма              | город Тотьма             | 1                             | Тотемский             |
| 130 | сельское                          | Великодворское            | деревня Великий Двор     | 9                             | Тотемский             |
| 131 | сельское                          | Калининское               | посёлок Царева           | 57                            | Тотемский             |
| 132 | сельское                          | Мосеевское                | деревня Мосеево          | 27                            | Тотемский             |
| 133 | сельское                          | Погореловское             | посёлок Юбилейный        | 25                            | Тотемский             |
| 134 | сельское                          | Пятовское                 | деревня Пятовская        | 58                            | Тотемский             |
| 135 | сельское                          | Толшменское               | село Никольское          | 45                            | Тотемский             |
| 136 | сельское                          | Богородское               | село Богородское         | 58                            | Усть-Кубинский        |
| 137 | сельское                          | Высоковское               | посёлок Высокое          | 59                            | Усть-Кубинский        |
| 138 | сельское                          | Троицкое                  | село Бережное            | 29                            | Усть-Кубинский        |
| 139 | сельское                          | Устьянское                | село Устье               | 89                            | Усть-Кубинский        |
| 140 | городское                         | город Устюжна             | город Устюжна            | 1                             | Устюженский           |
| 141 | сельское                          | Желябовское               | посёлок имени Желябова   | 31                            | Устюженский           |
| 142 | сельское                          | Залесское                 | деревня Малое Восное     | 35                            | Устюженский           |
| 143 | сельское                          | Лентьевское               | деревня Лентьево         | 23                            | Устюженский           |
| 144 | сельское                          | Мезженское                | деревня Долоцкое         | 14                            | Устюженский           |
| 145 | сельское                          | Никифоровское             | посёлок Даниловское      | 32                            | Устюженский           |
| 146 | сельское                          | Никольское                | деревня Никола           | 29                            | Устюженский           |
| 147 | сельское                          | Устюженское               | город Устюжна            | 53                            | Устюженский           |
| 148 | городское                         | город Харовск             | город Харовск            | 1                             | Харовский             |
| 149 | сельское                          | Ильинское                 | деревня Семениха         | 54                            | Харовский             |
| 150 | сельское                          | Кубенское                 | деревня Сорожино         | 108                           | Харовский             |
| 151 | сельское                          | Семигороднее              | ж/д станция Семигородняя | 6                             | Харовский             |
| 152 | сельское                          | Харовское                 | город Харовск            | 108                           | Харовский             |
| 153 | сельское                          | Шапшинское                | село Шапша               | 104                           | Харовский             |
| 154 | городское                         | посёлок Сазоново          | рабочий посёлок Сазоново | 1                             | Чагодощенский         |
| 155 | городское                         | посёлок Чагода            | рабочий посёлок Чагода   | 1                             | Чагодощенский         |
| 156 | сельское                          | Белокрестское             | село Белые Кресты        | 77                            | Чагодощенский         |
| 157 | сельское                          | Первомайское              | посёлок Смердомский      | 12                            | Чагодощенский         |
| 158 | сельское                          | Абакановское              | село Абаканово           | 49                            | Череповецкий          |
| 159 | сельское                          | Воскресенское             | село Воскресенское       | 119                           | Череповецкий          |
| 160 | сельское                          | Ирдоматское               | деревня Ирдоматка        | 8                             | Череповецкий          |
| 161 | сельское                          | Климовское                | деревня Климовское       | 7                             | Череповецкий          |
| 162 | сельское                          | Малечкинское              | посёлок Малечкино        | 11                            | Череповецкий          |
| 163 | сельское                          | Мяксинское                | село Мякса               | 69                            | Череповецкий          |
| 164 | сельское                          | Нелазское                 | деревня Шулма            | 16                            | Череповецкий          |
| 165 | сельское                          | Судское                   | посёлок Суда             | 12                            | Череповецкий          |
| 166 | сельское                          | Тоншаловское              | посёлок Тоншалово        | 12                            | Череповецкий          |
| 167 | сельское                          | Уломское                  | деревня Коротово         | 82                            | Череповецкий          |
| 168 | сельское                          | Югское                    | деревня Новое Домозерово | 124                           | Череповецкий          |
| 169 | сельское                          | Ягановское                | село Яганово             | 35                            | Череповецкий          |
| 170 | сельское                          | Яргомжское                | деревня Ботово           | 11                            | Череповецкий          |
| 171 | городское                         | посёлок Шексна            | рабочий посёлок Шексна   | 1                             | Шекснинский           |
| 172 | сельское                          | Чёбсарское                | посёлок Чёбсара          | 12                            | Шекснинский           |
| 173 | сельское                          | Ершовское                 | деревня Ершово           | 48                            | Шекснинский           |
| 174 | сельское                          | Железнодорожное           | деревня Пача             | 29                            | Шекснинский           |
| 175 | сельское                          | Никольское                | деревня Прогресс         | 39                            | Шекснинский           |
| 176 | сельское                          | Нифантовское              | деревня Нифантово        | 9                             | Шекснинский           |
| 177 | сельское                          | Сиземское                 | село Чаромское           | 91                            | Шекснинский           |
| 178 | сельское                          | Угольское                 | деревня Покровское       | 106                           | Шекснинский           |
| 179 | сельское                          | Чуровское                 | село Чуровское           | 40                            | Шекснинский           |

## История
- 1937 — в состав вновь образованной Вологодской области переданы из Ленинградской области Андомский, Бабаевский, Белозерский, Борисово-Судский, Вашкинский, Вытегорский, Кадуйский, Кирилловский, Ковжинский, Мяксинский, Оштинский, Петриневский, Пришекснинский, Устюженский, Чагодощенский, Чарозерский, Череповецкий, Шольский районы и город Череповец, а из упразднённой Северной области в состав области были включены: пригородный район Вологоды, Биряковский, Великоустюгский, Верховажский, Вожегодский, Вохомский, Грязовецкий, Кичменгско-Городецкий, Кубено-Озерский, Леденгский, Лежский, Междуреченский, Никольский, Нюксенский, Павинский, Рослятинский, Сокольский, Сямженский, Тарногский, Тотемский, Усть-Алексеевский, Усть-Кубинский, Харовский, Чебсарский районы и город Вологда.
- 1938 — восстановлен упразднённый в 1932 году Вологодский сельский район из пригородного района Вологды.
- 1939 — Великий Устюг и Сокол получили статус городов областного подчинения.
- 1940 — образован Уломский район.
- 1941 — Леденгский район переименован в Бабушкинский район.
- 1944 — Вохомский и Павинский районы были переданы в Костромскую область.
- 1955 — упразднены Оштинский, Петриневский и Чарозерский районы.
- 1957 — упразднён Андомский район.
- 1959 — упразднены Биряковский, Борисово-Судский, Ковжинский, Лежский, Пришекснинский, Уломский, Усть-Алексеевский и Шольский районы.
- 1960 — упразднены Мяксинский, Рослятинский и Усть-Кубинский районы.
- 1962 — упразднены Бабушкинский, Вашкинский, Кадуйский, Кубено-Озерский, Нюксенский, Сямженский, Чагодощенский и Чебсарский районы. Образован Чагодощенский промышленный район.
- 1964 — упразднён Чагодощенский промышленный район.
- 1965 — образованы Бабушкинский, Вашкинский, Кадуйский, Нюксенский, Сямженский, Усть-Кубинский, Чагодощенский и Шекснинский районы.